# Cyphonisia obesa
Espèce
Synonymes
- Cyphonisia limbata Strand, 1920

Cyphonisia obesa est une espèce d'araignées mygalomorphes de la famille des Barychelidae.

## Distribution
Cette espèce se rencontre en Afrique de l'Ouest et en Afrique centrale.

## Publication originale
- Simon, 1889 : Descriptions d'espèces africaines nouvelles de la famille des Aviculariidae. Actes de la Société Linnéenne de Bordeaux, vol. 42, p. 405-415 (texte intégral).